# Sound Horizon
Sound Horizon (サウンドホライズン), abreviado por los fanes como Sanhora (サンホラ) es un grupo musical de origen japonés. Su principal integrante se llama Revo, quien comenzó a componer música en solitario a finales de la década de 1990 desde un sitio de internet y, más adelante, en el evento manga Comiket, realizó su primera autopublicación de música enlatada instrumental con el sello de Sound Horizon.

## Historia del grupo
Aunque no con el nombre de Sound Horizon, el trabajo de Revo empieza a mediados de la década de 1990 desde su página web. No es hasta 2001 que Revo decide autopublicar sus composiciones experimentales.

### Época doujin (2001-2004)
La época doujin del grupo comprende el tiempo desde la primera publicación oficial de un álbum de Sound Horizon (dentro del marco de Comiket) hasta el contrato con la empresa discográfica japonesa BELLWOOD RECORDS.
- En el año 2001, en la 61 edición de la Comiket se publica, bajo el nombre de Sound Horizon como "Círculo Doujin", 1st Concept Story CD "Chronicle", un disco experimental de canciones instrumentales.

- Aramary se une a Sound Horizon. Se incluye una voz femenina al grupo.

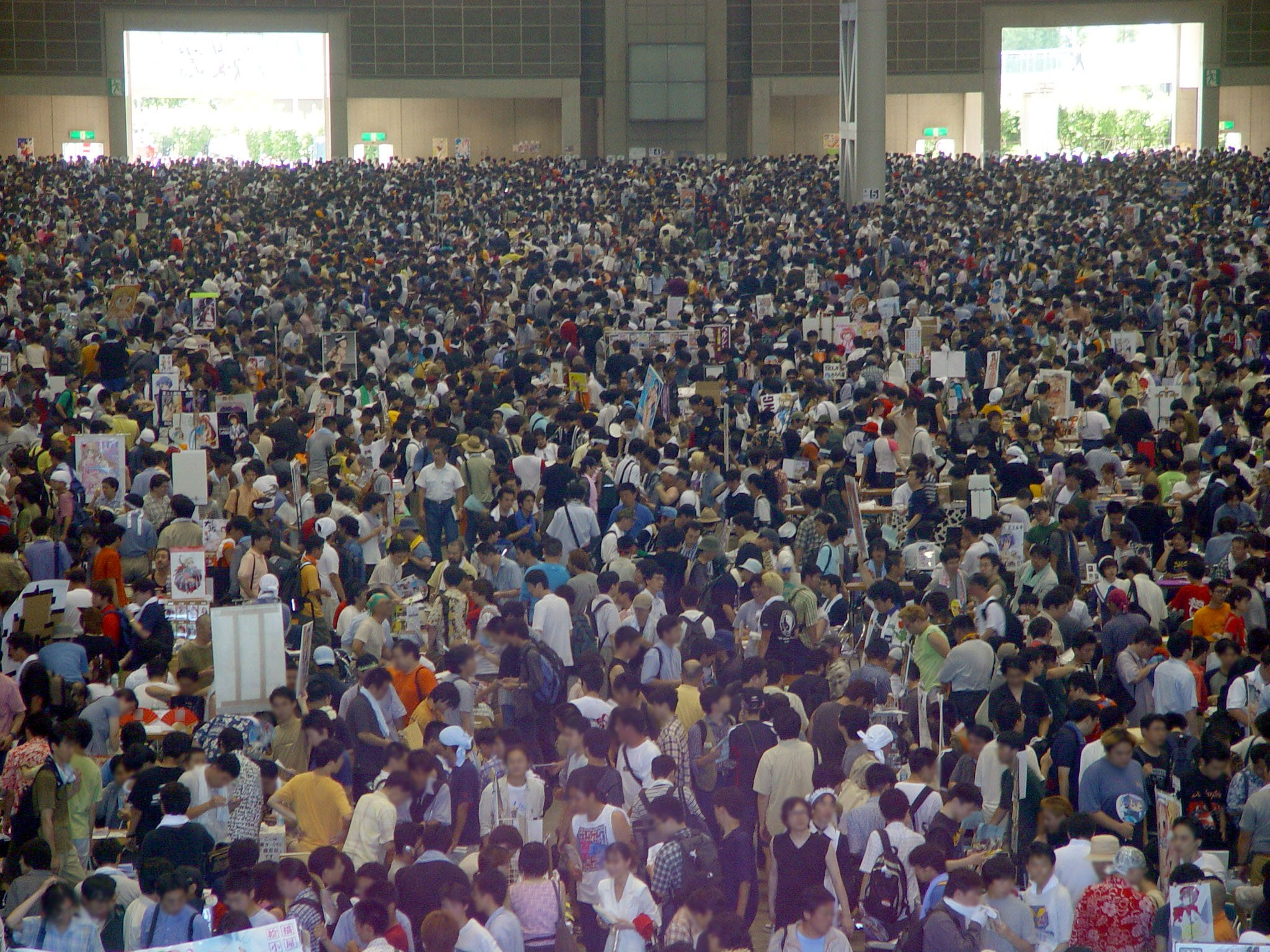
El evento conocido como Comiket fue el medio a través del cual Revo y Sound Horizon tuvieron oportunidad de dar a conocer sus obras. Detalle de la 62º edición, en la que SH publicó "Tanathos".

- El año siguiente, en el mismo evento, Revo publica 2nd Story CD "Tanathos". El disco incluye un kit de sonidos para interfaz de ordenador.

- Jimang, uno de los cantantes y narradores de Sound Horizon en la actualidad, se une a Sound Horizon. Jimang participa mayormente en las narraciones, aunque también canta.

- En el año 2003 se publica 3rd Story CD "Lost" dentro del marco de la 63º edición del Comiket. En este álbum participa también Haruka Shimotsuki.

- Por esas fechas, el nombre de Sound Horizon empieza a popularizarse entre los fanes del doujin y Revo empieza a aparecer en radios de internet y otros medios independientes.

- Durante la primavera de 2003, en el evento de exposición y comercio "M3", se publica un disco recopilatório que recoge algunas de las canciones más significativas del círculo doujin. Se trata de 1st Pleasure CD "PICO MAGIC". La segunda parte de este recopilatório, en la que se incluyen también temas inéditos, se publica en la 64º edición de la Comiket.

- A finales de 2003, Revo anuncia la producción de un mega-álbum llamado 1st Renewal CD "Chronicle 2nd" que, tal y como indica su título, pretende reciclar, mejorar y extender el concepto musical concebido en su primera producción, "Chronicle".

- 1st Renewal CD "Chronicle 2nd" se publica a principios del año 2004. El álbum, constituido por veinte canciones entre temas originales de "Chronicle", temas reescritos de dicho álbum y canciones nuevas, es el primer lanzamiento de Sound Horizon grabado con instrumentos verdaderos casi en su totalidad.

- Durante la 66º edición de Comiket se distribuye gratuitamente a los fanes un álbum llamado PICO MAGIC double, además de cajitas de música con la melodía del famoso tema "Koibito wo uchiotoshita hi" de 3rd Story CD "Lost".

- Con la noticia de un possible contrato entre Sound Horizon y BELLWOOD RECORDS para su siguiente producción termina la etapa doujin de Sound Horizon.

### Época comercial (2005-actualidad)
- A finales de 2004, ya dentro de BELLWOOD RECORDS, se publica "Elysion~Prelude to Paradise". Este álbum recopila las mejores canciones de la época doujin del grupo y añade dos nuevas canciones (Ark y Yield), que volverán a aparecer en el siguiente Story CD del grupo.

- El apoyo de una discográfica ayuda al grupo a dejarse conocer en los medios de comunicación. Sound Horizon empieza a aparecer por la radio y dan los primeros conciertos acústicos en eventos principalmente organizados por Tora no Ana, una importante cadena de merchandishing japonesa.

- En mayo de 2005, Sound Horizon hace realidad su primer gran lanzamiento: 4th Story CD: Elysion~Fantasy Paradise Story Suite. Este álbum, con una estructura parecida a sus producciones anteriores pero con numerosas mejoras técnicas, logra alcanzar el 10º puesto en las listas de vendas nacionales de Oricon.

- Del tema principal del disco (Eru no Rakuen [Side:E]) se produce un videoclip dirigido por Screaming Mad George, una productora audiovisual americana.

- Revo compone la música para un Image Album del manga-anime "Leviathan". En este colaboran numerosos cantantes, y entre ellos, RIKKI. Esta famosa cantante de folclore japonés formará parte del próximo Story CD.

- Tras aparecer en la radio y dar pequeños conciertos, Sound Horizon realiza su primer gran concierto, llamado "Rakuen Parade e yôkoso!" (Bienvenidos al desfile del paraíso!). Esta serie de conciertos tienen lugar en la sala Nakano-ZERO de Tokio.

- A principios de 2006 se publica el DVD del concierto en directo, y este se presenta en diversos clubes de arte y museos en Tokio y Osaka.

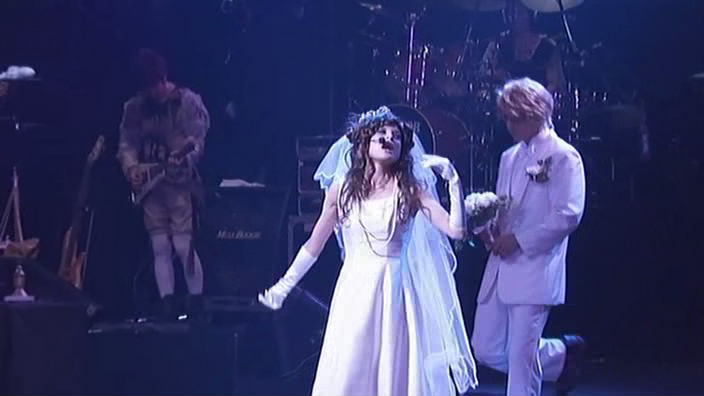
Escena del DVD "Rakuen parade e youkoso!" basado en la historia de Elysion (2005).

- Al cabo de pocos días, el DVD del concierto de Elysion alcanza el segundo puesto en varios rankings diarios de ORICON DVD y alcanza otro segundo puesto en el ranking semanal de ORICON DVD.

- A finales de 2005, Revo participa en la producción del Image Album de Gunslinger Girl "Poca Felicità, con varios temas compuestos por él y la colaboración de los seiyuus del anime.

- Aramary, cantante del grupo e icono de Sound Horizon, deja el grupo. Se considera que es aquí cuando termina la "primera era" de Sound Horizon. Revo anuncia tener la intención de continuar su carrera en solitario. Finalmente, no es así.

- En junio de 2006 se inicia el llamado "1er Proyecto de Expansión territorial", una gira de conciertos que pasa por varias salas de Tokio y alrededores en la que se presentan a las tres nuevas cantantes que darán voz a la segunda era del grupo: KAORI, YUUKI y Remi.

- A medianos de 2006, y con la colaboración de Haruka Shimotsuki, Revo publica Kiri no mukou ni tsunagaru sekai~Schwarzweiss, un sencillo inspirado en el videojuego "Atelier Iris Grand Phantasm" que contiene, entre otros, su tema principal.

- En octubre de 2006, en el evento manga "Abracadabra", el dibujante Kenjirou Takeshita publica un manga basado en la historia narrada en la canción "Koibito wo uchiotoshita hi".

- Unos días después, sale a la venta el single Shônen wa tsurugi wo.... Este single contiene el tema principal del videojuego de PlayStation 2 Chaos Wars (interpretado ya por el nuevo grupo de cantantes) el tema principal del MMORPG Belle Isle (cantado por RIKKI) y el tema Hiiro no Fuusha, que no es más que un adelantamiento al próximo gran lanzamiento de Sound Horizon.

- En noviembre de 2006, 5th Story CD "Roman" sale a la venta. Este disco, que muestra una notable mejora en la calidad musical, es el que verdaderamente encamina a Sound Horizon hacia la fama. El álbum alcanza el 10º puesto en el ranking semanal de ORICON la misma semana de publicación.

- Unos días más tarde, se publica una versión en manga de la canción Ark de Elysion en la revista ULTRA JUMP de Shueisha

- Revo aparece entonces por primera vez por televisión en TokyoTV, en el programa ~On ryu~ (ondas sonoras)

- Unos días después de publicar Roman, se inaugura la nueva gira de conciertos: "Sound Horizon Live Concert Tour 2006-2007 ~ Un roman qui nous réuni" en la sala de conciertos y convenciones de Tokio "NAKANO Sunplaza". Durante los siguientes meses, el tour pasa por diferentes sitios de Tokio, por Nagoya y por Ôsaka.

- En mayo, tras terminar la gira, se hace una presentación gratuita del DVD del LIVE en diferentes lugares como Tokio, Osaka y Fukuoka. En ella hacen acto de presencia Revo y Jimang.

- Ese mismo mes sale a la venta el DVD de la gira "Sound Horizon Live Concert Tour 2006-2007 ~ Un roman qui nous réuni"

- A su vez, se empieza a publicar en la revista de seinen manga ULTRAJUMP la versión en cómic de ROMAN, dibujada por Yukimaru Katsura y dirigida por el mismo Revo.

- Se celebra en junio de 2007 el primer evento festivo del club de fanes de Sound Horizon, conocido como "Salon de Horizon". El festival tiene como nombre "Conmemoración del nacimiento del reino ambulante - Festividad en honor a su majestad el Rey".

- El día 1 de agosto de 2007 sale a la venta el [single] "Seisen no Iberia", que trata de la reconquista de Hispania a través de tres canciones. El sencillo incluye un PV del tema principal "Ishidatami no Akeki Akuma

- Desde agosto hasta octubre de 2007 tiene lugar el "Sound Horizon Live Tour 2007 - Segundo proyecto de expansión territorial" que pasa por Tokio, Toda, Osaka, Fukuoka, Nagoya y Sendai. Los tres últimos conciertos se dan en tres días consecutivos en el EPSON AQUA STADIUM de Tokio.

- Durante la gira de 2007, RIKKI (una de las cantantes de Sound Horizon) se queda embarazada y tiene que dejar el grupo temporalmente.

- A principios de 2008 se publica TRIUMPH, un álbum de fotos de toda la gira del "Segundo proyecto de expansión territorial" que incluye un DVD con vídeos de los conciertos.

- Se anuncia en febrero de 2008 el concierto conjunto entre Yuki Kajiura y Revo. El concierto tiene como nombre Dream Port 2008.

- El día 18 de abril, Shueisha publica el primer tomo del manga de ROMAN, que llevaba un tiempo siendo publicado en la revista ULTRAJUMP de la misma empresa.

- El 29 de abril tiene lugar en Kôbe el concierto Dream Port 2008. El concierto también se da en Yokohama y Tokio, en mayo.

- Por esas mismas fechas, RIKKI da luz a gemelos y vuelve a Amami, su isla natal.

- Durante la gira de conciertos de Dreamport 2008 se anuncia la producción de 6th Story CD "Moira", que tiene previsto salir el 3 de septiembre de 2008.

- Para la producción de Moira se unen a Sound Horizon Takashi Utsunomiya, Minami Kuribayashi, Ayaka Naito, Yoshimi Iwasaki y MIKI.

- En agosto de 2008, Sound Horizon participa en el festival Animelo Summer Live -challenge- junto con otros grupos musicales. En el festival, Sound Horizon interpreta "Dorei Shijou" (Moira), Asa to Yoru no Roman y un medley de Seisen no Iberia.

- Unas semanas antes del lanzamiento de Moira, se hacen oficiales en la página web las fechas para la gira de conciertos de presentación del álbum, titulada "Soredemo, oyukinasai kora yo" (Aun así, conquistad, hijos míos) La gira da inicio en Tokio en el JCB Hall, una sala de conciertos que forma parte del inmenso complejo de entretenimiento conocido cómo Tokyo Dome City.

- A finales de agosto, más del 80% de las entradas para el inicio de la gira ya se han vendido.

- El día 3 de Septiembre de 2008 sale a la venta el esperado álbum Moira.

- El día siguiente, el nuevo lanzamiento de Sound Horizon alcanza sorprendentemente el primer puesto en las listas diárias de Oricon, compitiendo con el colosal éxito de Namie Amuro "BEST FICTION". Finalmente, Moira consigue la tercera posición en el ranking semanal, obteniendo por tanto más de 45.000 ventas entre miércoles y domingo.

- Entre septiembre y noviembre de 2008, Sound Horizon aparece en diversos medios de comunicación promocionando su nuevo álbum (en el programa de rankings Comchat Coundtdown de A&G Mediastation, en la revista ANIKAN R-MUSIC (ya frecuentada anteriormente por el grupo), en la revista WHAT's IN?, en el famoso diario Yomiuri...)

- A principios de enero de 2009 tienen lugar, de nuevo en el JCB HALL, la segunda parte de la gira de conciertos de "Moira~Soredemo, oyukinasai kora yo!" a la que no pueden asistir ni Ayaka Naito ni Yoshimi Iwasaki (en lugar de ellas dan acto de presencia Mari Endo y Azumi Inoue) Poco antes había sido anunciado el lanzamiento del DVD del concierto, cuyas imágenes pertenecerán a los conciertos antes mencionados.

- Justo después de los conciertos de enero, Revo y el estilista de Sound Horizon (Yoshiaki Takami) abren una línea de moda llamada "Laurant" basada en ropa ligeramente gótica, muy refinada, y a un precio muy alto.

- Como parte de la promoción de la nueva gira y el nuevo DVD, Sound Horizon aparece en diversos medios de comunicación durante los días 19 y 20 de marzo, concretamente en la Televisión de Hokkaido, en el programa Music PUNCH (DoCoMo) y la revista FLYING POSTMAN.

- A mediados de marzo de 2009 tiene lugar el inicio de la tercera gira nacional, titulada "Live Tour 2009 - Tercera Expedición de Expansión Territorial" en Yokohama. Estos conciertos se diferencian de "Soredemo, oyukinasai kora yo" por no representar las canciones de su último álbum (como hicieron en el JCB HALL) sino simplemente hacer una mezcla de diferentes temas de todos sus lanzamientos, incluidas sus producciones doujin. A cada concierto solo asisten tres cantantes femeninas.

- El día 25 de marzo sale a la venta el DVD del concierto de Sound Horizon, titulado "Sound Horizon 6th Story Concert -Moira~Soredemo, oyukinasai kora yo- LIVE DVD". El DVD alcanza, al cabo de unos días, el 5º puesto en el Ranking semanal de Oricon, compitiendo con eminencias como Arashi o L'arc~en~Ciel.

- El tour de Sound Horizon continúa hasta principios de mayo por Sendai, Sapporo, Tokio, Fukuoka, Osaka, Nagoya y de nuevo Tokio.

- Los días 26 y 27 de junio se llevan a cabo dos conciertos llamados "Sound Horizon Live Tour 2009 Triumph~Evento del Cumpleaños de su Majestad el Rey", estos 2 conciertos son los que cerraron la gira de 2009. Como se llevaron a cabo cerca del cumpleaños de Revo (el día 19 del mismo mes), lo llamaron "birthday event". A estos conciertos asisten las cantantes y los narradores (Akio Ohtsuka y Rika Fukami), con RIKKI y Azumi Inoue como invitadas especiales. (A cada concierto asisten un narrador y una cantante invitados).

- En septiembre de 2009 se anuncia el lanzamiento de los DVD de los conciertos de junio, cada día por separado.

- Al mes siguiente se anuncia y aparece el tráiler de la Película del 5° Aniversario de Sound Horizon "Across the Horizon".

- El 9 de diciembre salen a la venta los DVD de Sound Horizon Live Tour 2009 Triumph~Evento del Cumpleaños de su Majestad el Rey".

- En febrero de 2010 se anuncian los conciertos Sound Horizon Celebración Especial 2010~Evento del Cumpleaños de Su Majestad el Rey", que se llevarán a cabo los días 19 y 20 de junio en el Estadio Nacional Yoyogi.

- En marzo se anuncia el nuevo single y el nuevo álbum, para verano y otoño del 2010. El día 12 del mismo mes, se anuncia el nombre del sencillo: Ido he Itaru Mori he Itaru Ido, que será un preludio para el álbum del 7th Story. Ese mismo día, King Records crea una página web especial con una línea temporal para los días que falten para el lanzamiento del sencillo (16 de junio) y los conciertos de cumpleaños.

- El día 24 de marzo sale a la venta el DVD de la Película del 5° Aniversario "Across the Horizon".

- A finales de abril y comienzos de mayo, se lleva a cabo en la plaza Akasaka un café de Sound Horizon.

- Al término del último día del café, Revo hace acto de presencia para anunciar el fin de la producción del nuevo single, y este es reproducido en su totalidad para los asistentes del café.

- El 16 de junio sale a la venta el sencillo Ido he Itaru Mori he Itaru Ido, del cual se hace un PV del tema principal Hikari to Yami no Douwa. En este single se incluyen numerosas voces y solo tres cantantes: Revo, MIKI y una nueva cantante, JOELLE, además de la participación del narrador alemán Sascha, el exguitarrista de Megadeth Marty Friedman y Sakuraba Motoi.

- Los días 19 y 20 de junio tuvo lugar en el Yoyogi National Gymnasium el concierto Celebration of Revo's Inception: Holiday Special 2010, en el que la banda logró vender todas las entradas del estadio, ambos días, con capacidad para más de 13.000 personas. Durante estos conciertos se representó por primera vez el nuevo single.

## Estilo
El estilo de Sound Horizon mantiene una serie de estereotipos fijados desde el inicio de su carrera, tanto en la parte musical como en lo que se refiere a los lyrics y sus múltiples originalidades.

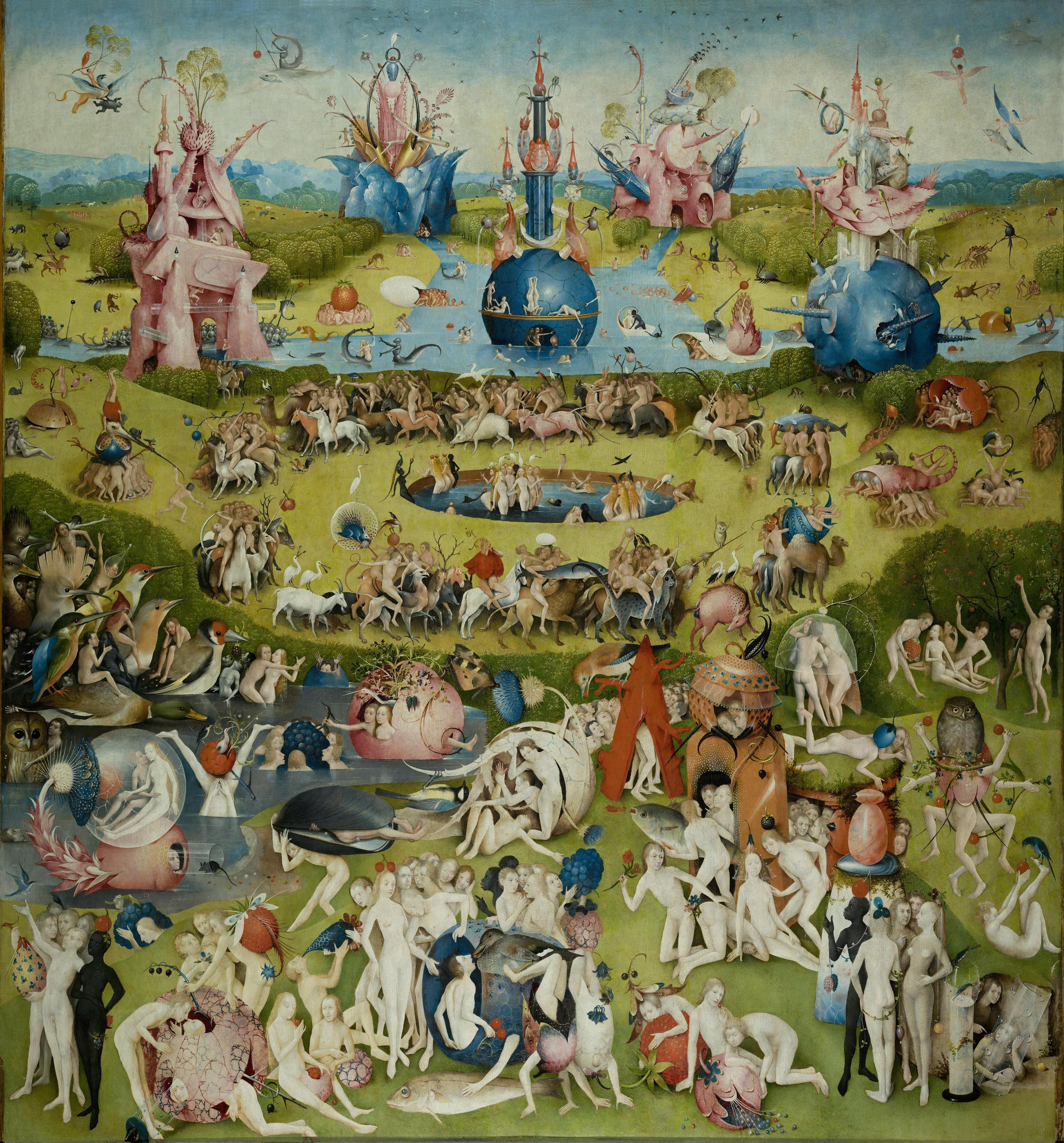
Panel central de El jardín de las delicias de Hieronymus Bosch, “el Bosco”. Este cuadro fue la inspiración de Revo durante la producción de su álbum Elysion.

Las primeras peculiaridades que se pueden encontrar en la música de Sound Horizon son las narraciones, los efectos de sonido, los lyrics u otros como los cambios repentinos de tonalidad y temática que se suceden numerosas veces en sus canciones. Ante todo, Sound Horizon destaca por encima de otros grupos musicales por el hecho de que cada álbum forma, a través de cada canción, una historia, algo parecido a una novela sonora, que se entreteje en cada canción hasta llegar al final. Podría considerarse que las canciones de cada álbum de Sound Horizon dependen las unas de las otras, y todas juntas forman una sola gran canción.
Las narraciones son un elemento indispensable en la música de Sound Horizon. Durante el periodo anterior a Roman, las narraciones iban a cargo de Jimang y Aramary, quien, a la vez, cantaba. Posteriormente, este trabajo fue derivado a narradores profesionales como Rica Fukami. Estas no hacen más que contar con más detalles lo que narra la voz cantante (pero sin perder el hilo de la música).
Toda la música de Sound Horizon está compuesta por Revo. Es, en general, de una calidad y perfeccionamiento notables. Todas las melodías están muy trabajadas, y los arreglos acostumbran a mantenerse en el mismo nivel. Desde su inicio hasta Elysion, parte de los instrumentos eran enlatados (grabados con un ordenador) por lo que la música perdía calidad, pero desde la producción de Roman, todas las grabaciones se han realizado con instrumentos verdaderos, lo cual realza la calidad musical.
Revo se sirve de un amplio número de estilos musicales (folk, clásica, rock, new age, metal, ópera, pop, jazz...) por lo que no puede relacionarse con uno de concreto. Ante todo, pese a parecer un compositor de música "oscura", su música acostumbra a abordar un estilo mucho más amplio. Además, la música de Revo va adrezada por un montón de característicos efectos sonoros que dan una ambientación más profunda.
Las letras de las canciones, escritas por el mismo Revo, acostumbran a ser metafóricas y misteriosas. Es común el uso de arcaísmos y expresiones extrañas.

## Vocalistas de Sound Horizon
Sound Horizon se caracteriza por no mantener, generalmente, una formación constante de músicos (y en especial, de vocalistas) Oficialmente, el único miembro constante de la banda es Revo, y tras él le siguen un elenco de artistas que tienden a cambiar con frecuencia, especialmente a partir del lanzamiento de Elysion~Paradise Fantasy Story Suite. 
CT=Chronicle, Tanathos; L=Lost; Ch2=Chronicle 2nd; PM1=Pico Magic; PM2=Pico Magic Reloaded; E1=Elysion~Prelude to...; E2=Elysion; ST=Shonen wa tsurugi wo...; R=Roman; Se=Seisen no Iberia; Mo=Moira; M=Märchen.
- Revo (レヴォ サウンドクリエーター). Integrante de Linked Horizon, que canta los tres temas de apertura de la versión anime de Shingeki no Kyojin (Ataque a los titanes).

- Aramary (あらまり) CT, L, Ch2, PM1, PM2, E1, E2, Leviathan. Aramary ha colaborado como narradora, además de vocalista.

- Jimang (じまんぐ) L, Ch2, PM1, PM2, E1, E2, R, Se, Mo, M. Jimang ha colaborado como narrador, además de vocalista. Es la principal voz masculina de SH, como también lo es Revo a partir de Roman.

- YUUKI/Yoshida Yuuki (ゆうき) ST, R, Se, Mo.

- KAORI/Oda Kaori (かおり) ST, R, Se, Mo.

- REMI (れみ) ST, R, Se, Mo, M. Le caracteriza su peculiar voz de mezzo-soprano-soprano lírica.

- RIKKI/Ritsuki Nakano (りっき) Leviathan, ST, R, Se, Mo. Le caracteriza su voz aguda y temblorosa, muy común en el mundo de la música tradicional japonesa al que originariamente pertenece.

- Haruka Shimotsuki (霜月はるか) L, Ch2, Schwarzweiss, Mo.

- MIKI (みき) Mo, M.

- Minami Kuribayashi (栗林みな実) Mo, M.

- Yoshimi Iwasaki (岩崎良美) Mo.

- Ayaka Naitou (内藤彩加) Mo. Le caracteriza su voz mezzo-soprano/soprano dramática.

- Takashi Utsunomiya (宇都宮隆) Mo.

- Azumi Inoue (井上あずみ) R, **Mo, M. Participa junto a YUUKI en el tema "Hoshikuzu no Kawahimo" de Roman.

- Yasrow (やすろう) L, Ch2. Misteriosa voz masculina que aparece en la obra más temprana de Sound Horizon.

** Azumi Inoue no participa en el álbum Moira, pero substituye a Yoshimi Iwasaki en el DVD en directo "Moira~Soredemo, oyukinasai kora yo"

## Músicos colaboradores
El equipo de músicos de Sound Horizon cambia numerosas veces a través de los diferentes lanzamientos del grupo. Aquí dejamos una lista de los músicos que han participado en Sound Horizon:
(En cursiva, los músicos activos en el grupo actualmente)
- Guitarras: Shingo "Jake" Saito, Revo.

- Bajo: Atsuji Hasegawa, Shigeru Tamura.

- Batería: Ken'ichi Fujimoto (Ken☆Ken), Ryoji Nanto.

- Keyboard: Kyoko Oosako.

- Percusión: Naomi Ishikawa.

- Saxo: Watanabe☆Fire.

- Strings: Kana Strings Ensemble, Gen Ittetsu Strings.

- Violín: Yukari Shinozaki, Hanako Uesato, Kanako Itou, Gen Ittetsu, Kyoko Ishigame

- Efectos de Sonido: Hirokazu Ebisu.

## Narradores y voces anexas
- Hazeri: Colaboración en 1st Concept CD "Chronicle"

- Kii Miyasaka: Soprano. Colaboración en 1st Concept CD "Chronicle"

- Aramary: Narración. Desde Thanatos hasta Elysion

- Ike Nelson: Narración. Primera colaboración en Shônen wa tsurugi wo...

- Rica Fukami: Narración. Primera colaboración en Shônen wa tsurugi wo...

## Discografía doujin
Antes de empezar a grabar con BELLWOOD RECORDS (KING RECORDS), Sound Horizon produjo de forma casera una buena cantidad de álbumes, presentados en diferentes ediciones del Comiket y M3.
1st Concept Story Plus "CHRONICLE" (2001)
- Duración: 9 canciones (Instrumentales)

Efectos sonoros y narraciones femeninas esporádicas. Todas de estilo enlatado en PC, talmente como sacadas de un videojuego.

2nd Story CD "Tanathos" (2002)
- Duración: 7 Canciones

- Cantantes: Aramary

El álbum sigue una línea argumental que narra de forma metafórica y mística la historia de una mujer que personifica la muerte. A través de las letras se describe un paisaje tétrico con una serie de símbolos (una marioneta rota, una carroza de plata, un reloj de arena, un castillo de coral...) que definen la tetricidad del mensaje que se reitera en varias canciones: "la muerte no deja escapar a nadie". A través de las canciones, se narra cómo esta misteriosa mujer viaja a través de estos símbolos y los describe en largas narraciones.
El estilo de este álbum recuerda mayormente a música de videojuego, pero a pesar de eso, cada canción tiene su estilo propio, pasando por el pop, el gótico, el new age, la música melódica...
El disco incluye sonidos de bienvenida y avisos de voz para PC narrados por Aramary. 
3rd Story CD "Lost" (2003)
- Duración: 11 canciones

- Cantantes: Aramary, Jimang, Haruka Shimotsuki

Lost sigue la idea de Tanathos, pero sigue un hilo argumental mucho más hermético y difícil de interpretar, pero más extenso. De nuevo, vuelve a usarse cómo metáfora una mujer, que en este caso simboliza el olvido. El estilo vuelve a ser bastante variado, y pasa por el rock-metal, el jazz, el pop, el tecno, los ritmos latinos y el piano. Instrumentos cómo el acordeón y las percusiones constantes a ritmo de marcha tienen una presencia más que notable.

1st Pleasure CD "PICO MAGIC"
- Duración: 11 canciones

- Cantantes: Aramary, Jimang, Haruka Shimotsuki, Revo.

Este disco recopila algunas canciones de las canciones más conocidas de los tres álbumes publicados anteriormente. Además, incluye algunas canciones nuevas, dentro de las cuales se encuentran algunos temas que se encontrarán más tarde en álbumes como Chronicle 2nd o Elysion. En la portada, aparece un personaje llamado Picomary agarrando con el brazo tres muñecas que parecen ser las tres protagonistas de Chronicle, Thanatos y Lost.

2nd Pleasure CD "PICO MAGIC RELOADED"
- Duración: 8 canciones

- Cantantes: Aramary, Jimang

PICO MAGIC RELOADED incluye algunos temas reeditados con instrumentos verdaderos, aunque lo más importante de este álbum es la versión casi definitiva de Ark (Elysion), la versión modificada de "Ori no Naka no Yuugi" (Lost) y el tema Rein no Sekai. 
Incluye la trilogía de Michèle (Yaneura no Shoujo, Ori no Naka no Yuugi y Ori no Naka no Hana), personaje que posteriormente aparecería en el álbum de Roman.

1st Renewal CD "CHRONICLE 2nd"
- Duración: 20 canciones

- Cantantes: Aramary, Jimang, Hazeri, Haruka Shimotsuki, Yasrow

"Chronicle 2nd" da fin a la etapa doujin de Sound Horizon. La mayoría de canciones están grabadas con instrumentos verdaderos, por lo que la calidad musical es bastante mejor. "Chronicle 2nd" es, en principio, una reedición del primer álbum de Sound Horizon "Chronicle", e incluye temas originales de ese álbum, temas reescritos y temas totalmente nuevos (Algunos ya fueron presentados en Pico Magic).
La historia de este álbum trata de un extenso mundo que parece estar maldecido por una profecía. La profecía, narrada por un extraño personaje encapuchado, dice que el mundo va a morir en breve, por lo que Chronica, una chica que parece ser su hija, empieza a narrar todas las historias que en ese mundo se viven. Entre otras, Chronicle 2nd cuenta la vida de Luna Ballad, una poetisa ciega, las hazañas de Albers Álvarez y su prometida Charlotte, la cruzada de los demónios, los viajes de un grupo de piratas del Mediterráneo, los viejos cuentos sobre el "dios de los rayos" que una abuela cuenta a su nieta, wl enfrentamiento entre dos cantantes italianas cuyas familias también parecen estar enfrentadas...
Las canciones de este álbum, al igual que las de "Pico Magic Reloaded", fueron grabadas en un estudio conocido como Studio C5.

## Grandes lanzamientos

### ELYSION ~ Prelude to Fantasy
- Duración: 8 canciones

- Cantantes: Aramary, Jimang, Haruka Shimotsuki

Disco que recopila algunas canciones míticas de la época doujin de Sound Horizon. Entre ellas, se encuentran Ark y Yield, dos temas que pertenecen principalmente a "4th Story CD "Elysion".

### 4th Story CD "Elysion"
- Duración: 11 canciones

- Cantantes: Aramary, Jimang. Coros de Revo.

El primer gran lanzamiento en forma de álbum conceptual que publica Sound Horizon. Este álbum cuenta una historia ambientada alrededor del concepto del paraíso: Abyss es un hombre pobre que tiene una hija, llamada El, que está enferma. Abyss le cuenta a su hija que existe otro mundo, el paraíso, donde todo es perfecto y bonito. Curiosamente, las iniciales de los dos personajes coinciden con las siglas de Eva y Adán.
Es entonces cuando El, enferma y moribunda, empieza a fantasear con ese mundo idílico e empieza a preguntar a su padre sobre él. Aun así, no es ella la única que codicia el paraíso, pues él, pobre y desgraciado, desea el paraíso con la misma fuerza. Al acercarse el día de su octavo cumpleaños, Él le dice a Abyss que quiere que le regale un cuento ilustrado. El hombre, que no tiene dinero, decide robarle a alguien para poder comprarle el libro a su hija.
El hombre consigue unas monedas asesinando un hombre pero, inesperadamente, recibe una apuñalada de una mujer que parece ser la prometida del hombre asesinado. En su intento de volver a casa, el hombre cae en medio de la nieve y deja en ella una marca de sangre roja, agarrando con fuerza sus monedas. En su casa, El, moribunda, sigue en su cama soñando en el paraíso, esperando a su padre con ilusión. Su padre sólo logra llegar a la entrada de su casa, y ella muere sin antes preguntar sobre el paraíso. Aun así, su tristeza y su dolor son compensados con su entrada en la vida eterna del paraíso. Abyss también muere, pero es condenado a vagar toda la vida con su cuerpo moribundo, en busca de su desaparecida Alice.
Es entonces cuando Abyss, vagando por el mundo, se encuentra con la desgracia de cinco mujeres (Ark, Baroque, Yield, Sacrifice y Stardust. Curiosamente, las iniciales forman la palábra ABYSS) y él, pensando que se trata de El, se las lleva con él. Finalmente, Abyss, desfilando con sus doncellas, termina llegando al paraíso para encontrarse con su verdadera hija...

### Maxi Single "SHONEN WA TSURUGI WO..."
- Duración: 3 canciones

- Fecha de Lanzamiento: 04/10/2006

- Cantantes: KAORI, YUUKI, REMI, RIKKI.

Este single mediático, que contiene el tema principal del videojuego de PlayStation 2 Chaos Wars y el tema del MMORPG Belle Isle, es la primera aparición en Sound Horizon de KAORI, YUUKI y REMI (ya que RIKKI ya había colaborado en Leviathan). En este single aparece anticipado el tema de Roman "Hiiro no Fuusha".

### 5th Story CD "ROMAN"
- Duración: 11 canciones

- Cantantes: Hiver Laurant (Revo), KAORI, YUUKI, RIKKI, REMI, Jimang.

Este álbum conceptual, que ayuda en gran medida a Sound Horizon a hacerse conocer en el mundo de la música comercial, tiene un hilo argumental algo más difuso que el de Elysion. "Roman" narra, en voz de seis cantantes y numerosos narradores, la historia de Hiver Laurant y, con ella, la de varias personas que viven en busca de la felicidad en el mundo. Nuestro protagonista parece ser, en realidad, el "alma" de un bebé que murió antes de nacer y fue enterrado en un pequeño ataúd junto a dos muñecas: Violette y Hortense. Hiver (que, curiosamente, significa invierno en francés) observa el mundo desde la lejanía de un lugar desconocido y no deja de preguntarse qué es lo que hay en el lugar donde él debería haber nacido, y repite su pregunta a sus dos doncellas. Ellas son las que se encargan de deambular por el mundo en busca de personas e historias que ayuden a Hiver a conocer "su mundo". Se trata de historias peculiares, mayormente decadentes, protagonizadas por personajes curiosos, extraños, que buscan la felicidad.
Entre ellos se encuentra una niña que poco a poco va perdiendo la vista hasta quedarse ciega, un hombre víctima de pesadillas que perdió el brazo en un combate y finalmente encuentra la oportunidad de vengarse de su malhechor, una doncella de la burguesía que es manipulada vilmente por su familia, un famoso escultor al que le es encargado un trabajo muy peculiar, las desgracias que rodean un famoso diamante de treinta quilates codiciado mucha gente...
Roman está cargado de metáforas y simbolismos que rayan en ocasiones el surrealismo. La alusión a las estaciones como símbolo del ciclo de la vida de todo ser, el símbolo de las llamas como la vida que lucha por persistir, la alusión de "Violette" y "Hortense" como dos flores que representan la tristeza y la felicidad, o la muerte y la vida (así como lo hacen también la noche y la mañana) Los escenarios y las diferéntes atmósferas que rodean cada canción hacen referencia a numerosas culturas e estilos de vida, mayormente folklóricos, y a un gran número de personajes poco definidos pero portadores de un símbolo y un significado secundario notables (algo parecido a lo que hacia Lorca en su Romancero Gitano).
En comparación con Elysion, la calidad musical de Roman mejora en gran medida. Para la grabación del disco, Sound Horizon contó con una orquesta completa para los tracks orquestados, y el número de músicos colaboradores fue mayor que en Elysion, pudiendo así producir una música más espectacular.

### Maxi Single "SEISEN NO IBERIA"
- Duración: 3 canciones

- Cantantes: Shâytan (Revo), KAORI, YUUKI, RIKKI, REMI, Jimang.

Seisen no Iberia (Las cruzadas de Ibéria) és un sencillo que narra musicalmente la Reconquista de Hispania desde el punto de vista de tres hermanas gitanas, un viejo oráculo, y Layla. Esta tragedia narra la vida de Layla, hija de padre musulmán y madre católica. Sus dos padres mueren a manos de sus religiones antagonistas, y en un intento de huir, cae rendida encima de una gran roca. Según parece, esa roca cayó del cielo enviada por los dioses muchos siglos atrás, y tenía la función de sellar en su interior el legendario "demonio de las llamas". Es entonces cuando el demonio despierta y le propone a Layla darle la eternidad a cambio de que esté para siempre a su lado. Ella acepta, y, después de que Shaytan le propone destruir todo aquello que ella odie, ella le ordena que termine de golpe con esa cruel guerra. Finalmente, el demonio es derrotado, y Shâytan y Layla desaparecen. Es entonces cuando un nuevo gobierno católico se establece en Castilla y empieza una nueva era para Hispania

### Maxi Single "Dream Port"
- Duración: 2 canciones

- Cantantes: KAORI, YUUKI, REMI, KEIKO, WAKANA, Yuriko Kaida, Revo, Yuki Kajiura.

Dream Port es un sencillo promocional del concierto DreamPort 2008, conjunto entre Yuki Kajiura y Revo. El tema "Sajin no kanata e" fue compuesto por los dos conjuntamente.

### 6th Story CD "MOIRA"
- Duración: 16 canciones

- Cantantes: Tanathos, KAORI, YUUKI, REMI, MIKI, Haruka Shimotsuki, Takashi Utsunomiya, Minami Kuribayashi, Yoshimi Iwasaki, Naito Ayaka, Ελενσενς.

Moira, que logra el éxito de ventas más alto del grupo con diferencia, se define de alguna forma como la mezcla entre la épica narrativa de Chronicle 2nd, las melodías elaboradas de Roman y la dureza de los lyrics de Elysion. Ambientado en la Grecia clásica, Moira narra el transcurso de una leyenda que, con un estilo similar a la Ilíada de Homero, teje una tragedia en que el "destino" tiene un papel clave personificado como la cruel diosa Moira. Siguiendo las vidas de dos jóvenes hermanos gemelos (Elef y Misia) que son vendidos como esclavos, Moira cuenta hasta qué punto el destino puede llegar a corromper los humanos. La leyenda, en la que dan acto de presencia numerosos dioses griegos (principalmente protogónicos) como Thanatos, Melos, Helios, Desmos, Feggari, o la misma Moira, es en realidad narrada, desde una perspectiva exterior, por un millonario ruso que, en el supuesto mundo real, está llevando a cabo unas expediciones para demostrar la veracidad de los hechos ocurridos en la leyenda antes contada, que él conoce con el título de "Elefseya".
Moira contiene infinidad de conexiones con la historia y la literatura antigua, así como la aparición de los alter-ego de los poetas Homero y Safo, numerosas citas poéticas en las letras ("Libertad o Muerte", que aparece numerosas veces, es el lema nacional de Grecia) el concepto del sacrificio de vírgenes, o el curioso parecido entre Alexey Romanovic Zvolinsky (el millonario ruso) y Heinrich Schliemann. Parecido que, inevitablemente, confirma que "Moira" y la Ilíada son historias completamente paralelas, no en contenido, pero sí en contexto.

### Prologue Maxi Single "IDO HE ITARU MORI HE ITARU IDO"
- Duración: 3 canciones

- Cantantes: Märchen von Friehdof (Revo), JOELLE, MIKI, Miku Hatsune(Vocaloid), Junger März(Vocaloid)

La historia de Ido transcurre en un bosque alemán cercano a una pequeña villa, donde se encuentra un viejo pozo en el cual el alma de un joven se encuentra encadenada junto a una muñeca viviente. El espíritu, que en el pasado fuera un niño llamado März von Ludowing que vivía con su madre Therese en las profundidades del bosque, conoce a la hija de una familia rica llamada Elisabeth von Wettin, quien se volvió su primera amiga y de quien se enamoró. Pero al poco tiempo tuvieron que separarse al ser su madre objeto de una cacería de brujas, pero antes de partir, ella le obsequió una muñeca para que la recordara siempre. Durante la cacería, Therese fue capturada y März asesinado (y consecuentemente su cadáver abandonado en el pozo junto a la muñeca de Elisabeth, quemada, mientras März caía al pozo). Theresa fue posteriormente quemada en la hoguera, clamando desear volverse en "una bruja real, que les trajera la destrucción". Elisabeth se recluye al enterarse de la muerte de él, y después es comprometida forzosamente con alguien a quien no ama.
Al final de la historia general, narrada en el primer tema, se escucha la voz de Märchen diciendo "Y ahora, comencemos nuestra venganza" a coro con la risa de Elise, lo cual nos puede dar el antecedente al siguiente disco.

### 7th Story CD "MÄRCHEN"
- Duración: 9 canciones

- Cantantes: Märchen von Friedhof (Revo), Ceui, Kanami Ayano, Azumi Inoue, MIKI, Chinatsu Ishii, Kazuki Kiriyama, Mikuni Shimokawa, Sayumi Kobayashi, Minami Kuribayashi, REMI, Akio Otsuka, Jimang, Joelle, Tomoyo Kurosawa, Miku Hatsune (Vocaloid), Yume Suzuki

"Märchen", a modo de un oscuro cuento de hadas, teje la historia desde el punto en que fue dejada por Ido he Itaru Mori e Itaru Ido. Tras los hechos narrados en Ido he Itaru Mori e Itaru Ido, un moribundo März entra en contacto con el alma de un marinero que murió en el mismo pozo, y que ahora se ha vuelto su espíritu reinante. Al descubrir que März aún tiene un asunto pendiente en el mundo de los vivos, el espíritu le da su poder, haciendo envejecer su alma diez años y mezclando la llama del amor de su amiga con la llama del dolor de su madre, para crear un alma a su muñeca. De ese modo, cuando Märchen despierta, no logra recordar nada salvo ciertas sensaciones que bien podrían ser su imaginación. Entonces, guiado por Elise, ambos recorren el mundo buscando vengarse a través de otros que hayan sufrido una situación parecida a la suya, para así vengarse de aquellos que destrozan vidas cometiendo los siete pecados y regocijándose impunes de ellos.
De ese modo es que se cruzan con siete doncellas muertas (basadas em siete cuentos recopilados por los hermanos Grimm), y cumplen seis venganzas dependiendo del pecado correspondiente: Uua monja apuñalada por su golosa madre; una camarera asesinada por una codiciosa posadera; una pequeña princesa engañada por la celosa reina; una chica huérfana maltratada por su perezosa familia; una joven princesa maldecida por una orgullosa bruja; una muchacha torturada por su lujurioso esposo y una santa de la nobleza crucificada por su furioso hermano. Sin embargo, al llegar a esta última doncella, esta se niega a vengarse, y logra reconocer a Märchen, haciéndole recordar su vida anterior y purificando su alma. Este deja el impulso que ha estado siguiendo, lo que provoca el enfado de Elise y un descontrol en el que Märchen acaba recordando la calidez de la luz de su madre.
Las referencias a música clásica (como la Oda a la Alegría), así como a viejos cuentos de hadas crean una atmósfera más lúgubre y oscura. En esta ocasión, Sound Horizon contó con participación de un nuevo guitarrista, otro tecladista y un nuevo violinista, de modo que se crea una atmósfera completamente distinta, mientras se resuelven varios de los misterios planteados por Ido he Itaru Mori e Itaru Ido pero prevalecen otros detalles menores. Además, de que es el álbum más largo (77 minutos de duración), en el que el número Siete (7th Story CD, siete doncellas, siete venganzas, etcétera) se repite incontables veces. Debido a que las historias de las doncellas provienen de conocidos cuentos de hadas (como Blancanieves, La Bella Durmiente, Madre Nieve, La Santa Kummernis, El hombre de la horca, Barba Azul y Hansel y Gretel), ya se sabe lo que ocurrirá, por lo que se puede apreciar más la parte musical.

### Maxi Single "HALLOWEEN TO YORU NO MONOGATARI"
- Duración: 3 canciones
- Cantantes: The Halloween Night (pero... es llamado así por conveniencia) Lenny with the Night (Revo), Hanayo Kimura, Minami Kuribayashi, Joelle, DaisyxDaisy (MiKA)

El CD cuenta la historia de los Livermore y la muerte de dos de sus integrantes en la Noche de Halloween. Seamus o William Livermore es un irlandés de ascendencia inglesa que emigra a Estados Unidos para escapar de la hambruna irlandesa. Ya establecido, forma parte de la Intervención estadounidense en México y la Fiebre del oro de California pero a causa de una bala perdida queda inválido y sucumbe al alcoholismo. Tiempo después, conoce a una mujer llamada Diana de la cual se enamora y embaraza; esto conlleva al asesinato de William a manos de un hombre que también la pretendía. Posteriormente, la historia se centra en la vida de Kathleen Livermore, la hermana menor de William, y su pequeña familia. Ella junto a su esposo Séan (los dos tiene el mismo apellido) logran partir a Estados Unidos gracias a la ayuda de su hermano y se asientan en San Francisco, naciendo su hijo Lennard al poco tiempo. Lamentablemente el niño nace débil y enfermo del corazón, lo que lleva a Kathleen a concentrar toda su atención en él y a Séan trabajar para pagar la medicina, a pesar de todo esto la familia es unida y feliz. Debido al nuevo trabajo del padre tienen la necesidad de mudarse a una ciudad entre montañas, donde Lennard hace su primera amistad con Johnny Livermore, un chico que vive junto a su madre, Diana. Los dos amigos planean participar en el próximo Halloween y Kathleen al principio insegura por la deplorable salud de Lennard accede a que él se una. Ya en Halloween, ellos junto a los demás niños de la calle se divierten pidiendo dulces y bromeando entre sí, pero el corazón de Lennard no resiste toda la emoción de la noche y éste muere antes de llegar a la última casa. 
Lennard, junto a su tío Seamus, se convierten en los espíritus Lenny-o'-Lantern y The Halloween Night respectivamente, formando el dúo Lenny with the Night para celebrar el Halloween que nunca terminó.

### Anniversary Maxi Single "IZURE HOROBIYUKU HOSHI NO KIRAMEKI"
- Duración: 3 canciones
- Cantantes: Noël, Revo

Vanishing Starlight: Izure Horobiyuku Hoshi no Kirameki (Luz de las Estrellas Desvaneciéndose) es un Maxi Single que fue lanzado como segunda parte de la Celebración del Décimo Aniversario de Sound Horizon. En un mundo paralelo "falsamente similar" al nuestro, un joven aspirante a músico lucha para encontrar su lugar en el mundo. Noël, al ser un mitad francés nacido en Japón, siempre se sintió como un extraño entre los demás y con deseos de demostrar sus sentimientos mediante el rock, sin embargo nada nunca salía como él quería. Una noche de invierno, mientras contemplaba la luz de la luna y las estrellas tras un incidente desafortunado, tiene un encuentro con un hombre extraño vestido de negro de la cabeza a los pies. Este hombre se ofrece a ser su productor, y le entrega un libro que contiene el cuento Yodaka no Hoshi del autor Miyazawa Kenji. Noël comprende el mensaje de la historia y escribe una canción inspirada en esta, la cual se convertirá en el debut de su nueva banda, Vanishing Starlight. El sencillo debut, lanzado el 1 de octubre de 2014, incluirá también un cover de una extraña canción escrita por su Productor, el cual, desconocido para Noël, toma tres entrevistas que él tuvo recientemente y las convierte en una canción que incluye en la versión del sencillo que saldrá en nuestro mundo. La última entrevista termina con Noël afirmando que su productor (del cual suele hablar mal, pero en realidad lo respeta y admira) ha invitado a Vanishing Starlight a hacer el acto de apertura de las celebraciones por el Décimo Aniversario de Sound Horizon el 26 y 27 de octubre de 2014.
Esta es la primera vez que una historia de Sound Horizon interactúa directamente con el mundo real, haciendo la ilusión del mundo paralelo más realista. La primera canción Yodaka no Hoshi tiene el honor de tener el primer vídeo estilo anime de Sound Horizon; la segunda canción del sencillo, Mother, es conocida no solo por ser (hasta ese momento) exclusiva de los conciertos de las Expansiones Territoriales, sino porque cada vez que era interpretada tenía un arreglo o melodía diferente (la versión Vanishing Starlight es de J-Rock); mientras que la tercera canción Interview with Noël es característica por ser la de más larga duración hasta el momento (Quince minutos y medio). La versión Deluxe del CD incluía una versión del Himno Nacional del Sound Horizon Kingdom grabada con las voces de varios Laurants en eventos durante el verano, junto con un librillo con una ilustración nueva de Yokoyan e información sobre el mundo de Noël y su banda.
El sencillo sería referenciado de manera indirecta esporádicamente en Nein.

### 9th Story CD "NEIN"
- Duración: 11 canciones
- Cantantes: (Por conveniencia) R.E.V.O., Hiroyuki Ichikawa, Hana Inoue, Tadataka Kammide, Karen, Minami Kuribayashi, Yuri Komagata, Miyuki Sawashiro, Jimang, Joelle, Shin, Yuuka Nanri (FictionJuction YUUKA), Rica Fukami, Fuki, Mari Yura, RIKKI

Lanzado como la Tercera Parte de la Celebración del Décimo Aniversario de Sound Horizon, Nein nos cuenta una historia algo peculiar. Un joven perdido en la ciudad llega a un extraño sitio, la Tienda de Antigüedades del Ático, la cual se encuentra en el vacío entre Horizontes y es atendida por una extraña mujer, que lo llamasu "Decimotercer Cliente". La mujer entonces le presenta ocho objetos que cree le podrían interesar: Una vieja armadura, una marioneta maltratada, una lámpara mágica, una bizarra máscara, una hermosa joya, una oscura guadaña, una rueca antigua y unos lentes futuristas. El joven, accidentalmente influenciado por alguien a quien admira mucho, escoge los lentes, y de pronto se encuentra en el callejón junto a la florería en la que debería estar. Al colocarse los lentes, sin embargo, se convierte en el Anfitrión del Revolucionario, Evolutivo y Valioso Objeto (R.E.V.O.), el cual consigue acceso a los Horizontes junto con las hermanas Yaneura: Schau, Röhre, Ding y Gerät (cuyos nombres forman la palabra SCHRÖDINGER). Los cinco gatos negros entonces deciden intentar "mejorar" las ocho tragedias que su Amo ha dejado atrás, eligiendo a ocho personas cuyas vidas cambiarán para mejor.
La viajera se convierte una panadera y su amado sobrevive, pero nunca se volverán a encontrar y la Historia los pasa por alto; la mujer que miraba hacia la muerte se recupera de su depresión y comprende el significado de la muerte y el renacimiento; la chica que estaba entre los perdidos no pierde la cordura y vive felizmente con su hijo y se vuelve a enamorar; la joven que soñaba en el Paraíso rehace su vida y se redescubre a sí misma, pero deja su historia incompleta; la madre que conectaría las historias queda incapaz de tener hijos, aunque aun así desea su felicidad; la sacerdotisa y su hermano traicionan al destino y los dioses y huyen juntos, aun si significa la destrucción de su reino; la Santa evita la muerte y se dedica a cuidar de otros a pesar de los infortunios, pero queda fuera de las páginas de los cuentos y dos almas errantes nunca encontrarán el descanso...
Tras verse bloqueado en el Octavo intento, R.E.V.O. intenta cambiar la vida de su Anfitrión, pero éste se niega y se opone abiertamente, culminando en un concierto de Vanishing Starlight donde presentan su nueva canción. R.E.V.O. comprende que lo que ha hecho no es lo que todos necesariamente desean, y él y las Yaneuras deciden buscar otro propósito en la vida.
Por primera vez se vuelve a escuchar acerca de Thanatos y Lost, cuyas historias escogidas son expandidas, y los personajes de la primera era (originalmente interpretados por Aramary) reciben nuevos intérpretes. Al igual que Märchen, Nein lidia con muchos juegos de palabras con el número nueve y los gatos (los gatos tienen nueve vidas, Nein se pronuncia como "Nine" y al revés es "Nyan", etcétera) debido a que está basada en la paradoja del Gato de Schrödinger. Es el álbum con más cantantes masculinos listados hasta ahora; también da a los cantantes de la segunda era (RIKKI, Minami Kuribayashi, Joelle y Revo) la oportunidad de regresar a sus antiguos roles, y revela un poco más acerca del todavía misterioso Octavo Horizonte.

## Linked Horizon
Es el nuevo trabajo de Revo. Linked Horizon nace como una tangente musical de Sound Horizon, ya que estas al ser todas las historias partes de un multiverso Revo considera propio crear Linked Horizon como un proyecto musical ajeno a todo lo que tenga que ver con Sound Horizon. La primera aparición de Linked Horizon fue en los videojuegos trabajando para Silicon Studio y Square Enix en la banda sonora original de Bravely Default: Flying Fairy un juego lanzado para la consola 3DS de Nintendo. El juego es una secuela espiritual de Final Fantasy: Los 4 Héroes de la Luz.
Actualmente, Linked Horizon ha compuesto varios temas más, siendo los temas de la adaptación al anime de Shingeki no Kyojin.
1. "Guren No Yumiya" (Opening nº 1)
2. "Jiyuu No Tsubasa" (Opening nº 2)
3. "Guren No Zahyou" (Ending de la película "Attack on Titan: Crimson Bow and Arrow" )
4. "Jiyuu No Daishou" (Tema de la película "Attack on Titan: The Wings of Freedom")
5. "Shinzou Wo Sasageyo" (Opening nº 3)
6. "Akatsuki No Requiem" (Ending nº 4)
7. "Shoukei To Shikabane No Michi" (Opening nº 5)

Muchos de estos temas forman parte del álbum "Shingeki No Kiseki" (The Trails of the Advance), en el cual aparecen otros temas no incluidos en la lista anterior, pero que tienen relación con el estilo de Linked Horizon para "Attack On Titan", incluso algunas letras tienen relación con eventos futuros de la trama de la serie.

## Premios y nominaciones
| Año  | Premio                       | Categoría                    | Obra/Nominación                                              | Resultado     |
| ---- | ---------------------------- | ---------------------------- | ------------------------------------------------------------ | ------------- |
| 2013 | Newtype Anime Awards         | Mejor canción                | "Guren no Yumiya" (from anime Attack on Titan)               | Ganó          |
| 2013 | Animation Kobe Awards        | Theme Song Award             | "Guren no Yumiya" (from anime Attack on Titan)               | Ganó          |
| 2013 | Billboard Japan Music Awards | Animation Artist of the Year | Linked Horizon                                               | Ganó          |
| 2017 | Newtype Anime Awards         | Mejor canción                | "Shinzou wo Sasageyo!" (from anime Attack on Titan Season 2) | Octavo Puesto |
| 2017 | The Anime Awards             | Best Opening                 | "Shinzou wo Sasageyo!" (from anime Attack on Titan Season 2) | Nominado      |